# 大阪府道165号住道停車場線
大阪府道165号住道停車場線（おおさかふどう165ごう すみのどうていしゃじょうせん）は、大阪府大東市を通る、かつて存在した一般府道である。

## 概要
JR西日本片町線 住道駅前から大東市赤井1丁目に至る。2010年（平成22年）3月31日に廃止された。

### 路線データ
大阪府告示に基づく起終点および経過地は次のとおり。
- 起点：大東市赤井1丁目（JR西日本片町線 住道駅前）
- 終点：大東市赤井1丁目（赤井交差点、大阪府道・奈良県道8号大阪生駒線上、大阪府道21号八尾枚方線交点）
- 重要な経過地：なし
- 実延長：0.315 km[注釈 1][注釈 2][1]

## 歴史
本路線は、道路法（昭和27年法律第180号）第7条の規定に基づき、一般府道として1959年（昭和34年）に大阪府が初回認定した路線の1つである。2010年（平成22年）に廃止され、大東市に移管された。

### 年表
- 1959年（昭和34年）12月1日 - 大阪府が一般府道住道停車場線として路線認定。整理番号は70[3]。
- 2010年（平成22年）3月31日 - 大阪府が一般府道住道停車場線を廃止[2]。

## 路線状況

### 重複区間
- 大阪府道・奈良県道8号大阪生駒線（大東市赤井1丁目・住道駅北交差点 - 大東市赤井1丁目・赤井交差点）

## 地理

### 通過していた自治体
- 大阪府
  - 大東市

### 交差していた道路
| 交差していた道路                                                    | 交差していた場所 | 交差していた場所  |
| ------------------------------------------------------------------- | ---------------- | ----------------- |
| 大阪府道・奈良県道8号大阪生駒線 重複区間起点                        | 赤井1丁目        | 住道駅北交差点    |
| 大阪府道・奈良県道8号大阪生駒線 重複区間終点 大阪府道21号八尾枚方線 | 赤井1丁目        | 赤井交差点 / 終点 |

### 沿線
- JR西日本片町線 住道駅
- 寝屋川